# Седнево (Ржевский район)
Седнево — деревня в Ржевском районе Тверской области России, находится в 27 км от Ржева, на реке Липенька, притоке Волги. Рядом находятся деревни Светлая, Яковлево, Бахарево. В конце 1939 года деревня вошла в состав Бахаревского сельсовета.

## История
Деревня появилась в конце XVI века. В 1750-х годах она стала владельческой усадьбой, и оставалась ею на протяжении 200 лет. В 1859 году в деревне и усадьбе насчитывалось 10 дворов и 75 человек — 35 мужчин и 40 женщин.
Во времена административно-территориальной реформы в 1775 году деревня и усадьба вошли в состав Лаптевской волости (центр — село Лаптево) Ржевского уезда Тверского наместничества (впоследствии Тверская губерния).